# Víctor Baeta i Subías
Víctor Baeta i Subias (la Ribera, Barcelona, 1946) és un enginyer agrònom i polític català d'origen aragonès establert des de finals dels anys 60 al País Valencià.
Durant el franquisme va ser militant del FRAP i durant la transició espanyola del PCE, i després del seu pas fugaç per l'MDT, el 1991, s'integraria a Unitat del Poble Valencià, sent candidat a l'alcaldia de València a les eleccions de 1995. Davant el que considera la falta d'una acció política sobiranista i republicana per part de la direcció del BLOC i dels seus diputats, abandona de nou el BLOC i en novembre del 2007 funda República Valenciana/Partit Valencianista Europeu que amb ENV i Estat Valencià formen la Coalició Per la República Valenciana que es presenta a les eleccions al Congrés i al Senat espanyol.
Fou també el president de l'associació d'afectats pels productes financers de la Caixa Mediterrani, que des de 2011 organitzà als xicotets estalviadors afectats per l'«operació acordió» que el Banc d'Espanya va promoure en la CAM, i negocia amb el Banc Sabadell el canvi de condicions per als productes contractats.